# Winterbeschäftigungsumlage
Die Winterbeschäftigungsumlage ist ein monatlich von Arbeitnehmern und Arbeitgebern des Baugewerbes zu leistender Beitrag. Dieser dient dazu, ergänzende Leistungen des Saison-Kurzarbeitergeldes (Wintergeld an die Arbeitnehmer und Beitragserstattung an den Arbeitgeber) zu finanzieren. Die Umlage wird im Auftrag der Bundesagentur für Arbeit von der SOKA-BAU eingezogen.

## Hintergrund
Die Winterbeschäftigungsumlage wurde entwickelt, um die Herausforderungen saisonaler Schwankungen auf dem Arbeitsmarkt anzugehen. In Deutschland sind bestimmte Branchen wie das Baugewerbe stark von Wetterbedingungen und saisonalen Schwankungen abhängig. In den Wintermonaten sind die Arbeitsbedingungen oft schwierig, die Arbeitszeiten können stark reduziert sein. Dies führt zu Einkommensverlusten für Arbeitnehmer und stellt Unternehmen vor die Herausforderung, qualifizierte Mitarbeiter zu halten.

## Rechtliche Grundlage
Die rechtliche Grundlage für die Winterbeschäftigungsumlage, ihre Höhe und die Abführung findet sich in § 354ff. Sozialgesetzbuch Drittes Buch (SGB III).

## Funktionsweise
Die Winterbeschäftigungsumlage basiert auf dem Prinzip, dass Arbeitgeber und Arbeitnehmer während der Hochsaison Beiträge zahlen, um Leistungen für die winterliche Flaute zu finanzieren. Die Berechnung der Umlage erfolgt anhand eines komplexen Verfahrens, bei dem das Referenzeinkommen vor der winterlichen Flaute mit dem tatsächlichen Einkommen während dieser Zeit verglichen wird. Der Unterschied zwischen beiden dient als Grundlage für die Berechnung der Umlage.
Die Umlagepflicht betrifft in der Regel Arbeitgeber und Arbeitnehmer in den betroffenen Branchen. Arbeitgeber sind verpflichtet, die Umlage von ihren Arbeitnehmern einzuziehen und zusätzlich ihren eigenen Beitrag zu leisten. Die genaue Höhe der Umlage kann je nach individuellen Umständen, Tarifverträgen und Betriebsvereinbarungen variieren.

## Berechnung
Die Umlagezahlung erfolgt an die zuständige gemeinsame Einrichtung oder Lohnausgleichskasse, die für den Betrieb zuständig ist. Falls der Betrieb nicht unter die Tarifverträge der gemeinsamen Einrichtungen fällt, sind Sie als Direktzahler verpflichtet, die Umlage direkt an die Bundesagentur für Arbeit zu entrichten.
Winterbeschäftigungsumlage ab  Oktober 2023
| Umlagepflichtige Betriebe               | Zuständige gemeinsame Einrichtung                                     | Höhe der Umlage |
| --------------------------------------- | --------------------------------------------------------------------- | --- |
| Bauhauptgewerbe                         | Urlaubs- und Lohnausgleichskasse der Bauwirtschaft SOKA-Bau           | 2,0 Prozent (0,8 Prozent Arbeitnehmeranteil, 1,2 Prozent Arbeitgeberanteil) |
| Dachdeckerhandwerk                      | Lohnausgleichskasse für das Dachdeckerhandwerk SOKA-DACH              | 1,6 Prozent (0,6 Prozent Arbeitnehmeranteil, 1,0 Prozent Arbeitgeberanteil) |
| Garten-, Landschafts- und Sportplatzbau | Einzugsstelle Garten- und Landschaftsbau EWGaLa                       | 1,85 Prozent (0,8 Prozent Arbeitnehmeranteil, 1,05 Prozent Arbeitgeberanteil) |
| Gerüstbau                               | Sozialkasse für das Gerüstbaugewerbe SKG                              | 1,9 Prozent (nur Arbeitgeber) |
| Direktzahler (restliche Baubetriebe)    | Agentur für Arbeit BA-Service-Haus Bereich Winterbeschäftigungsumlage | Direktzahler des Bauhauptgewerbes: 2,0 Prozent, zuzüglich 10,0 Prozent der Umlage als Mehrkostenpauschale Direktzahler des Dachdeckerhandwerks: 1,6 Prozent, zuzüglich 10,0 Prozent der Umlage als Mehrkostenpauschale Direktzahler des Garten- und Landschaftsbaus: 1,85 Prozent, zuzüglich 10,0 Prozent der Umlage als Mehrkostenpauschale Direktzahler des Gerüstbauerhandwerks: 1,9 Prozent, zuzüglich 10,0 Prozent der Umlage als Mehrkostenpauschale |

## Ziel und Nutzen
Die Winterbeschäftigungsumlage verfolgt mehrere Ziele:
1. Soziale Absicherung: Sie gewährleistet, dass Arbeitnehmer auch in wirtschaftlich schwierigen Zeiten ein Einkommen haben und ihre Lebenshaltungskosten decken können.
2. Arbeitsstabilität: Die Regelung fördert die Stabilität auf dem Arbeitsmarkt, indem sie Arbeitgebern Anreize bietet, ihre saisonalen Arbeitskräfte auch in der Nebensaison zu halten. Dadurch werden Entlassungen vermieden, und qualifizierte Arbeitskräfte gehen nicht verloren.
3. Wirtschaftliche Auswirkungen: Die Winterbeschäftigungsumlage hat positive wirtschaftliche Auswirkungen. Sie trägt dazu bei, dass Unternehmen in saisonabhängigen Branchen ihre Mitarbeiter halten können, was letztendlich die Wirtschaftsleistung in diesen Bereichen stabilisiert.
4. Vermeidung von Langzeitarbeitslosigkeit: Durch die Unterstützung der Arbeitnehmer während der Wintermonate wird die Gefahr von Langzeitarbeitslosigkeit reduziert. Arbeitnehmer behalten ihre Fähigkeiten und können nach der saisonalen Flaute wieder nahtlos in den Arbeitsmarkt einsteigen.

## Wintergeld
Das Wintergeld ist in § 102 Abs. 1 bis 3 SGB III geregelt. Die zugelassenen Betriebe ergeben sich aus der Baubetriebe-Verordnung. Das Bundesministerium für Arbeit und Soziales bestimmt nach § 109 Abs. 2 SGB III auf der Grundlage von Vereinbarungen der Tarifvertragsparteien durch Rechtsverordnung, in welcher Höhe und an welche Arbeitnehmer das Wintergeld erbracht wird.
Das Wintergeld besteht aus 2 Leistungsarten:
- Das Zuschuss-Wintergeld wird in der Schlechtwetterzeit für jede ausgefallene Arbeitsstunde gezahlt, wenn zum Ausgleich Arbeitszeitguthaben aufgelöst werden und die Zahlung des Saisonkurzarbeitergeldes vermieden wird.
- Das Mehraufwands-Wintergeld wird an Arbeitnehmer auf einem witterungsabhängigen Arbeitsplatz in der Zeit vom 15. Dezember bis Ende Februar für jede geleistete Arbeitsstunde gezahlt.

## Erstattung
Grundsätzlich ist ein Arbeitgeber dazu verpflichtet, die Winterbeschäftigungsumlage auch dann abzuführen, wenn er seine gewerblichen Arbeitnehmer vorübergehend auf Auslandsbaustellen einsetzt, sei es im Rahmen einer Entsendung gemäß § 4 Abs. 1 SGB IV oder für Arbeiten an Baustellen im grenznahen Ausland.
Nach Ablauf eines Kalenderjahres besteht die Möglichkeit, eine Erstattung der entrichteten Umlage zu beantragen, da gewerbliche Arbeitnehmer während ihrer Beschäftigung auf Auslandsbaustellen keinen Anspruch auf Leistungen zur Förderung ganzjähriger Beschäftigung haben.
Die Antragsfrist für diese Erstattung (01.01. bis 31.03. – entscheidend ist der Posteingang) beginnt im Anschluss an das Kalenderjahr, in dem die Auslandsbeschäftigung stattgefunden hat. Wenn die Winterbeschäftigungsumlage auch für den Monat Dezember entrichtet wurde (Fälligkeit 15. Januar), sollte beachtet werden, dass der Antrag erst nach der Entrichtung dieses Monatsbetrags gestellt werden kann.
Vor der Antragstellung sollten Sie prüfen, ob für die betroffenen Arbeitnehmer während ihrer Auslandsbeschäftigung Leistungen zur Förderung ganzjähriger Beschäftigung beantragt oder in Anspruch genommen wurden. In solchen Fällen obliegt die Entscheidung über die Erstattung der Umlagebeträge der Agentur für Arbeit.
Ein Erstattungsanspruch besteht nur dann, wenn der Arbeitgeber tatsächlich Winterbeschäftigungsumlage für den jeweiligen gewerblichen Arbeitnehmer während seines Einsatzes auf der Auslandsbaustelle gezahlt hat.
Bei der Erstattung werden nur umlagepflichtige Bruttolöhne berücksichtigt, die auf die Zeiten der Beschäftigung von gewerblichen Arbeitnehmern auf Auslandsbaustellen entfallen.